# فيرغينا
فيرجينا (Βεργίνα) هي مدينة في إيماثيا في مقاطعة فوريا إلادا في اليونان.
يبلغ عدد سكانها حوالي 2,478 نسمة حسب إحصاء عام 2001.